# Hypercompe castronis
Hypercompe castronis är en fjärilsart som beskrevs av Embrik Strand 1919. Hypercompe castronis ingår i släktet Hypercompe och familjen björnspinnare. Inga underarter finns listade i Catalogue of Life.